# الجامعة الإسلامية (بيشاور)
الجامعة الإسلامية هي جامعة عامة في مدينة بيشاور الباكستانية تأسست سنة 1913.

## وصلات خارجية
- الموقع الرسمي